# (5528) 1992 AJ
Az (5528) 1992 AJ egy kisbolygó a Naprendszerben. Ueda és Kaneda fedezte fel 1992. január 2-án.